# Scytodes guapiassu
Scytodes guapiassu là một loài nhện trong họ Scytodidae.
Loài này thuộc chi Scytodes. Scytodes guapiassu được miêu tả năm 2009 bởi Rheims & Antonio D. Brescovit.